# ديودوني لوندو
ديودوني لوندو (بالفرنسية: Dieudonné Londo)‏ (من مواليد 6 يونيو 1976 في ليبرفيل) هو لاعب كرة قدم غابوني دولي يجيد اللعب في خط الهجوم . وهو يلعب حاليا لصالح نادي دو سينتر البلجيكي .

## روابط خارجية
- ديودوني لوندو على موقع الاتحاد الدولي (مؤرشف)  (الإنجليزية)
- ديودوني لوندو على موقع قاعدة بيانات كرة القدم.إي يو (الإنجليزية)
- ديودوني لوندو على موقع ناشيونال فوتبول تيمز (الإنجليزية)